# (31774) Debralas
(31774) Debralas est un astéroïde de la ceinture principale.

## Description
(31774) Debralas est un astéroïde de la ceinture principale. Il fut découvert le 13 mai 1999 à Socorro (Nouveau-Mexique) par le projet LINEAR. Il présente une orbite caractérisée par un demi-grand axe de 3,04 UA, une excentricité de 0,12 et une inclinaison de 2,6° par rapport à l'écliptique.

## Compléments